# Diphyus malaisei
Diphyus malaisei är en stekelart som först beskrevs av Heinrich 1965.  Diphyus malaisei ingår i släktet Diphyus och familjen brokparasitsteklar. Inga underarter finns listade i Catalogue of Life.